# Lex Porcia
De Valeriaanse en Porciaanse wetten waren Romeinse wetten die tussen 509 en 184 voor Christus werden doorgevoerd. De Porciaanse wetten (lex porcia) zijn een uitbreiding van de Valeriaanse wetten. Ze stelden Romeinse burgers vrij van vernederende en schandelijke vormen van straffen, zoals zweepslag, geseling en kruisiging. De wetten brachten ook bepaalde rechten voor het Romeinse volk tot stand, inclusief provocatio, het recht om in beroep te gaan bij de volkstribunen. Door middel van de provocatio kon een Romeins burger tegen de rechterlijke willekeur van de oorspronkelijk uitsluitend patricische magistraten in beroep gaan (provocatio ad populum), bijvoorbeeld bij ter dood veroordeling bij de comitia centuriata en bij het opleggen van een boete bij de comitia tributa.

## Valeriaanse wetten
Volgens de Romeinen is de eerste Valeriaanse wet gemaakt door Publius Valerius Publicola in 509 voor Christus, een paar jaar na de stichting van de Romeinse republiek. In de opvatting van de Romeinen was de Provocatio zó nauw verbonden met vrijheid en burgerrecht dat zij het ontstaan ervan plaatsten aan het begin van de Republiek. De werkelijke Lex Valeria dateert echter waarschijnlijk van ca. 300 voor Christus De wet stond een Romeinse staatsburger, die door het magistraat veroordeeld was tot de dood of tot geseling, het recht toe om in hoger beroep te gaan bij het volk (provocatio ad populum). Met het volk werden de senatoren, patriciërs en plebs bedoeld.
De consul had dus niet langer de macht om altijd een straf uit te spreken in belangrijke zaken tegen een Romeinse staatsburger, zonder de toestemming van het volk. De Valeriaanse wet ontnam op die manier de macht van de consuls om zelfstandig misdaden te bestraffen, waarmee de overblijfselen van de onverminderde macht die de Tarquinische koningen als privilege hadden, binnen de Romeinse regering werden afgeschaft. De Valeriaanse wet maakte het ook legaal om elke burger te doden die van plan was om een tirannie tot stand te brengen. Deze clausule werd meerdere keren gebruikt, de meest belangrijke was het gebruik door de moordenaars van Julius Caesar. Desalniettemin werd de Valeriaanse wet niet bewaard in de boeken in de vijfhonderd jaren van de Romeinse republiek. Romeins geschiedschrijver Titus Livius geeft aan dat de Valeriaanse wet voor de derde keer in werking gesteld werd in 299 voor Christus. Hedendaags historicus Andrew Lintott vermoedt dat het doel van deze derde Valeriaanse wet was om de provocatio wettelijk te verankeren: voorafgaand aan de wet hoorde een beroep op het volk er in het leven van een magistraat nu eenmaal bij, maar nu moesten de magistraten er bovendien rekening mee houden dat een beslissing van het volk hen de kop kon kosten. Titus Livius zegt dat in alle drie de zaken de wet door de Valeriaanse familie was aangesteld. Bovendien zegt Titus Livius dat er maar één terechtwijzing van een magistraat die de Valeriaanse wet had genegeerd was: zijn uitspraak werd niet wettig en kwaadaardig bevonden. Dit betekent dat de Valeriaanse wet niet zo effectief was in het verdedigen van de plebs.

## Porciaanse wetten
De Porciaanse wetten (Latijn: Leges Porciae) zijn drie Romeinse wetten die de rechten van de Valeriaanse wet uitbreidden. Deze wetten werden ingesteld door de leden van de Gens Porcia in de tweede eeuw voor Christus. Het is niet exact bekend wanneer deze wetten zijn ingesteld, maar ze hebben vermoedelijk een einde gemaakt aan standrechtelijke executies van Romeinse burgers in de omgeving van Rome en het gaf hun de mogelijkheid om de doodstraf te ontlopen door vrijwillige ballingschap. Cicero haalt de drie Porciaanse wetten aan in zijn boek Republiek (2.54), maar hij is niet duidelijk over hun specifieke details.
- De Lex Porcia I (Lex de Porcia capita civium) is mogelijk voorgesteld door de volkstribuun Publius Porcius Laeca in 199 voor Christus. De wet breidde het recht van provocatio uit tot duizend stappen extra buiten Rome. Ook ging dit recht gelden voor Romeinse burgers in de provincies en voor Romeinse soldaten. Ook de soldaat had nu dit recht tegenover zijn officieren. Tot deze tijd was het waarschijnlijk dat het provinciale bestuur een absoluut recht van bestraffing (ius coercitionis) had.
- De Lex Porcia II (Lex de Porcia de tergo civium) is mogelijk voorgesteld door Marcus Porcius Cato (Cato de Oude), consul van 195 tot 184 voor Christus. Zij breidde het recht van provocatio uit tegen geseling.
- De Lex Porcia III is mogelijk eveneens voorgesteld door Marcus Porcius Cato (Cato de Oude), of door een zekere L. Porcius Licinius, en voorzag in een zware sanctie (mogelijk de doodstraf) tegen magistraten die weigerden om de provocatio in te willigen.[5]

Ondanks dat de 2e eeuw een tijd was van verhitte concurrentie tussen senatoren, was het over het algemeen een periode van rust voor het plebs en hun magistraten, de tribunen. Niettemin ging de lange plebeijaanse strijd tegen willekeurig misbruik van magistrale macht door. Dit kunnen we concluderen uit het ontstaan van de reeks Porciaanse wetten waardoor het recht van een burger om in beroep te gaan bij een volksvergadering (ius provocationis) werd bevestigd.

## Gebruik van de Lex Porcia
Door de geschiedenis heen is er een aantal voorbeelden te vinden van het gebruik van de Lex Porcia. Een mogelijk voorbeeld komt voor in de Bijbel. In de onderstaande passage lezen we dat de apostel Paulus aanspraak maakt op zijn burgerrecht tijdens een geseling. Vermoedelijk maakt de apostel aanspraak op de Lex Porcia. Je leest hieronder wat voor een zware impact dit heeft.
‘Maar toen ze hem al vastgebonden hadden voor de zweepslagen, zei Paulus tegen de centurio die erbij was: ‘Mogen jullie een Romeins burger geselen, dan nog wel zonder vorm van proces? Toen de centurio dit hoorde, ging hij naar de tribuun om hem op de hoogte te stellen. Hij zei: “Wat bent u aan het doen! Die man is een Romein! De tribuun ging naar Paulus toe en vroeg: “Bent u werkelijk een Romeins burger?” “Jazeker,” antwoordde Paulus. De tribuun zei: “Ik heb een vermogen moeten betalen voor dat burgerrecht.” Daarop zei Paulus: “Ik ben als Romeins burger geboren.” Meteen lieten de soldaten, die op het punt stonden hem te verhoren, hem met rust, en ook de tribuun sloeg de schrik om het hart nu hij besefte dat hij een Romeins burger had laten vastbinden.’
In dit Bijbelgedeelte is waarschijnlijk een voorbeeld te lezen van het feit dat de Lex Porcia in de Romeinse tijd een belangrijke waarde had voor zowel het bestuur als de burgers. Paulus beroept zich op het feit dat hij niet gegeseld mag worden zonder enige vorm van proces. Wanneer de tribuun hierachter komt en beseft dat Paulus een Romein is, slaat de schrik hem om het hart.
Een ander voorbeeld van het gebruik van de Lex Porcia is te vinden in de rede van Caesar in De Catilinae Coniuratione van Sallustius. In hoofdstuk 51 wordt de wet aangehaald. Caesar ageert hier tegen de opvatting van de toekomstige consul Silanus. Deze heeft ervoor gepleit de samenzweerders zonder proces ter dood te brengen. Caesar vraagt hem waarom hij hen niet heeft laten geselen en vraagt dan retorisch: 'Misschien omdat de Porcische wet dat verbiedt?’, waarna hij Silanus voor de voeten werpt dat deze dan wél geneigd is de wet te respecteren in het geval van geseling van Romeinse burgers, maar niet in het geval van doodslag.
Hierboven is de bespreking van de bestraffing van de samenzweerders van Catalina in volle gang. Caesar verwijst tijdens deze bespreking naar de Porcische wetten. Het is verder ironisch dat Caesar in dit debat met Cato de wettelijke bepalingen citeert die mogelijk door de overgrootvader van zijn tegenstander zijn aangenomen.

## De Porciaanse munt
In circa 104 voor Christus werd er een munt geslagen ter herdenking van Publius Porcius Laeca, naar wie de eerste Porciaanse wet is vernoemd. Op de ene zijde van de munt is het gevleugelde hoofd van Minerva te zien, met de legende PLAECA en ROMA. Op de keerzijde van de munt zijn drie staande figuren uitgebeeld. De linker figuur is gekleed in een toga en heeft zijn rechterhand uitgestoken uit protest. In het midden staat een grotere figuur gekleed in militaire kleding, van wie de rechterhand wijst naar de protesterende figuur. Een derde figuur, aan de rechterkant, draagt de staf van een lictor. Aan de onderkant van de munt staat het woord “PROVOCO”. Hoewel er enige onenigheid is onder geleerden over de exacte interpretatie van de afbeelding op de munt, is de algemene verklaring dat de figuur met de toga een Romeinse burger moet zijn die in beroep gaat tegen de bestraffing van een gouverneur in een provincie.

## Schending
De onschendbaarheid van de burger stond bij de Romeinen hoog in het vaandel. Daarom werd elke schending van de Valeriaanse en Porciaanse wet bijna als heiligschennis beschouwd. Cicero’s rede bij zijn aanklacht tegen Verres geeft een indruk hoe breed dit gevoelen werd gedragen. Verres, die de gouverneur van Sicilië was vanaf 73 tot 70 voor Christus, had een aantal Romeinse burgers op brute wijze vermoord. Verres moest zich vervolgens verantwoorden voor de senaat in Rome, waarschijnlijk op beschuldiging van afpersing.

## Andere wetten
Een andere wet die werd aangenomen met de intentie om burgers te beschermen tegen hevige straffen door toedoen van gouverneurs en magistraten was de lex Julia de vi publica. Deze wet werd aangenomen in circa 23 voor Christus. Deze wet komt in de praktijk neer op een herformulering van het recht om in hoger beroep te gaan, dat reeds aanwezig was in de Valeriaanse en Porciaanse wetten.